# Motel
Um motel é um estabelecimento de hospedagem que se diferencia dos demais porque as pessoas geralmente vão até ele com o objetivo de manter relações sexuais. O primeiro motel a abrir em Portugal foi o Príncipe Encantado, na Mealhada no início dos anos 90.
No Brasil, motel é um meio de hospedagem exclusivo para adultos com foco no entretenimento. Normalmente, as suítes dispõem de áreas de lazer privativas com piscina, hidro e sauna, e em muitos casos também oferecem a parte de Gastronomia 24 horas.
Os primeiros motéis no Brasil surgiram na década de 1960 na Barra da Tijuca, Zona Oeste do Rio de Janeiro. Na época essa era uma região afastada, característica comum dos motéis na época. No Brasil existem cerca de 5.500 motéis que movimentam cerca de 4 bilhões de reais anualmente e são frequentados por cerca de 100 milhões de clientes todos os anos.
Com o novo contexto de mundo, em que a sexualidade é cada vez mais natural e o novo perfil de consumidor busca vivenciar experiências, isso vem proporcionando um crescimento aos motéis atualmente. Os motéis no Brasil são em sua maioria frequentados por casais com relacionamento estável.